# Meridian Hills
Meridian Hills est une municipalité située dans le comté de Marion, dans l’État de l'Indiana, aux États-Unis. Lors du recensement de 2020, elle comptait 1 774 habitants.